# مؤسسة بينالي الدرعية
بينالي الدرعية أسستها وزارة الثقافة السعودية عام2020م وانطلقت فعاليات بينالي الدرعية للفن المعاصر في 11 ديسمبر 2021 في منطقة جاكس بالدرعية في المملكة العربية السعودية. حيث طورت النسخة الأولى من البينالي من قبل مجموعة (BA1) من المقيمين الفنيين، منهم: وجدان رضا، شيشوان ليوان، ونيل جانغ. كان ذلك بقيادة المدير العام والرئيس التنفيذي لمركز الفن المعاصر (UCCA) فيليب تيناري.
يحمل المعرض شعار "عبور النهر من خلال تتبُّع الحجارة"، متضمناً ستة أقسام، إذ يتناول كل قسم بُعداً مختلفاً، ويؤسس لسلسلة من الحوارات المثمرة بين المشهد الفني في المملكة والمجتمعات الإبداعية في جميع أنحاء العالم وذلك تعبيراً عن النشاط الثقافي والتطور الاجتماعي الذي تشهده المملكة. وهي: "عبور النهر" و"المحافظة التجريبية" و"التفكير المحيطي" و"الظهور العلني" و"عالم جديد كليًّا" و"فيما يخص الروح".

## عبور النهر
تناول هذا القسم من المعرض بعض الأعمال الفنية المتعلقة بهذه المسائل بشكل مباشر، حيث ارتكزت على التحول الاقتصادي والتطور الاجتماعي، في حين ركزت أعمال فنية أخرى على الفنانين الذين أدوا دورًا بارزًا في نهضة الفن في مجتمعاتهم. تُشكل "عبور النهر" بالنسبة للصين نقطة تحول حاسمة، حيث تمكنت من خلالها تحقيق تطور كبير في الفنون والتعبير الفني.

## المحافظة التجريبية
في هذا القسم من المعرض تستند فكرة "المحافظة التجريبية" إلى تجربة الماضي كنتاج مؤقت يمكننا استيعابه وفهمه من خلال عصرنا الحاضر. تستوحي هذه الفكرة من أعمال المهندس المعماري خورخي أوتيرو بيلوس، والذي يبحث في تحديات مجتمعاتنا الحديثة سريعة التطور ومعضلتها المعقدة: كيف يمكننا استخدام التكنولوجيا والممارسات والأفكار الحديثة، وفي الوقت نفسه الحفاظ على السمات الثقافية للمجتمع؟ 

## الظهور العلني
قسم في المعرض يعرض أهمية الفن كوسيلة للتفاعل الاجتماعي والتأثير الإيجابي في المجتمعات المتنوعة. ويسلط الضوء على مشاريع الفن المجتمعي والمبادرات الثقافية التي تعزز التعاون والتنوع والتفاعل الثقافي. يدعم القسم الفنانين والمبدعين الذين يسعون لتعزيز التغيير الاجتماعي وتحقيق التواصل بين الثقافات والمجتمعات المختلفة عبر العالم.

## ما بعد تعب السفر
تناول هذا القسم من المعرض التفكير النقدي حول التطورات المتعددة في الفن والثقافة في مختلف الدول والمناطق الجغرافية والأزمنة، ويراعي في ذلك النقاشات الحديثة حول التقاطع والتعددية الثقافية، ويطرح أسئلة حول أنواع الحوارات الجديدة التي قد تنشأ نتيجة هذه التحولات، وما هي الحوارات القديمة التي قد تعود للواجهة مرة أخرى. هل يمكن للفن المعاصر أن يظل رائجًا ويحافظ على قيمته في سياق عالمي متغير؟، وكيف يمكننا فهم العلاقات بين الأماكن والأزمنة والأنماط في عصرنا الحالي الذي يتسم بسهولة التواصل وعدم الاستقرار؟، هذه هي الأسئلة التي يبحث عنها هذا القسم، مدعومًا بالتفكير النقدي والنقاشات الحالية حول الفن والتطور الثقافي في العالم المعاصر.

## عالم جديد كليًّا
قسم في المعرض الذي يعرض فيه الفنانون أفكارًا متعلقة بالعصر الأنثروبوسيني الحالي، وهو المصطلح الذي يشير إلى الفترة الزمنية التي يكون فيها تأثير البشر هو القوة الدافعة للتغيير البيئي على كوكب الأرض. يسعون فيه إلى اقتراح خيارات بديلة للتصدي لتداعيات التصاعد في استهلاك الموارد الطبيعية والتأثيرات البيئية السلبية، مثل: ظاهرة الاحتباس الحراري.

## فيما يخص الروح
قسم في المعرض يتيح للفنانين التعبير عن أبعد الأفكار والمشاعر والتجارب الروحية من خلال أعمالهم، مما يعززالتواصل البشري ويساهم في تشكيل الثقافة وتعزيز الفهم المتبادل والتسامح في المجتمعات المتنوعة.

## وادي السينما
وهي مبادرة فنية جديدة نُظمت في إطار فعاليات بينالي الدرعية للفن المعاصر برعاية موفي سينما وتلفاز١١. خُصص مقر بينالي الدرعية للفن المعاصر مكانًا لهذه المبادرة، حيث يطل على حي جاكس من جهة ووادي حنيفة من جهة أخرى. عُرضت مجموعة متنوعة من الأفلام العالمية والمحلية، واستضافت مخرجين وممثلين ونقاد لمناقشة صناعة الأفلام وجوانب إنتاجها في العالم العربي.

## فنون بينالي الدرعية101
وهي عبارة عن سلسلة محاضرات قدمها خبراء الفن والثقافة، تطرقوا فيها إلى مفاهيم أساسية في عالم الفن والإبداع. تضمنت هذه المحاضرات مناقشة موضوعات، مثل: الفن المعاصر، والبينالي، ودور المنسق الفني، وقوانين الفن، مما ساهم في توسيع المعرفة حول الفنون والثقافة.

## بينالي الفنون الإسلامية

#### بينالي الفنون الإسلامية 2023
وهو معرض يقام لأول مرة ويهدف إلى تعزيز الفنون الإسلامية وتعريف الجمهور بتراثها وتنوعها الثقافي. أقيمت النسخة الافتتاحية من بينالي الفنون الإسلامية تحت عنوان "أول بيت" في إشارة إلى الكعبة المشرَّفة بوصفها "أول بيت وُضع للناس". أُقيم المعرض في صالة الحجاج العربية بمطار الملك عبد العزيز الدولي بجدة، واستمرت فعالياته حتى يوم 23 أبريل 2023.
يتكون البينالي من منطقتين رئيستين لعرض الأعمال الفنية والتحف حيث تتشكل المساحة الأولى "القبلة" من معارض متواصلة على خط واحد، أما المساحة الثانية "الهجرة" تتكون من جناحين مخصصين لكل من مكة المكرمة والمدينة المنورة، ومنطقة خارجية تحت مظلات صالة الحجاج، خُصصت لعرض اللوحات والأعمال الفنية التركيبية.

## بينالي الدرعية للفن المعاصر 2024
في 15 فبراير 2024 انطلقت الدورة الثانية من بينالي الدرعية للفن المعاصر 2024، تحت شعار "ما بعد الغيث"، وذلك في حي جاكس في الدرعية. وتشرف على الدورة الحالية المديرة الفنية المعروفة أوتي ميتا باور، يضم البينالي أعمالاً لافتة لـ 100 فنان محلي وعالمي، منهم 30 فناناً من دول الخليج، و177 عملاً  متعدّد الوسائط. حيث توزّعت الأعمال على 6 قاعات وفناءات داخلية وخارجية، على مساحة 12,900 متر مربع. كما سيتم إطلاق سلسلة عروض "ليالي السينما" ضمن فعاليات بينالي الدرعية للفن المعاصر 2024، في حي جاكس الثقافي بالدرعية ضمن شراكة مؤسسة مهرجان البحر الأحمر السينمائي مع مؤسسة بينالي الدرعية، وتتضمن العروض أفلام سعودية مميزة جانب سلسلة من العروض السينمائية العالمية. وفي 24 مايو 2024 اختتمت فعاليات الدورة الثانية من بينالي الدرعية حيث سجل حضوراً من الزوار بلغ أكثر من 222 ألف زائر.

## وصلات خارجية
- الموقع الرسمي